# Романовская волость (Мглинский уезд)
Рома́новская во́лость — административно-территориальная единица в составе Мглинского (с 1922 – Почепского) уезда Брянской губернии.
Административный центр — село Романовка (ныне Новая Романовка).

## История
Волость образована в ходе реформы 1861 года.
При упразднении Мглинского уезда (1922) вошла в состав Почепского уезда.
В апреле 1924 года Романовская волость была упразднена, а её территория присоединена к Шумаровской волости.
Ныне вся территория бывшей Романовской волости входит в состав Мглинского района Брянской области.

## Административное деление
В 1919 году в состав Романовской волости входили следующие сельсоветы: Дивовский, Зимодровский, Попелёвский, Разрытовский, Романовский, Рябовский, Семковский, Староромановский.